# Alkanna pulmonaria
Alkanna pulmonaria là loài thực vật có hoa trong họ Mồ hôi. Loài này được Griseb. mô tả khoa học đầu tiên năm 1844.